# Тутберидзе, Этери Георгиевна
Эте́ри Гео́ргиевна Тутбери́дзе (настоящее отчество — Гогиевна; род. 24 февраля 1974 года, Москва, СССР) — российский тренер по фигурному катанию, работает со спортсменами в одиночном и парном катании.
Мастер спорта СССР, тренер высшей категории, заслуженный тренер России (2014). Признана лучшим тренером по итогам премии Международного союза конькобежцев (2021).
Подготовила олимпийскую чемпионку в командном турнире Юлию Липницкую, двукратную чемпионку мира и серебряного призёра Олимпийских игр Евгению Медведеву, олимпийскую чемпионку и чемпионку мира Алину Загитову, олимпийскую чемпионку и чемпионку мира Анну Щербакову, серебряного призёра Олимпийских игр Александру Трусову, чемпионку Европы Алёну Косторную, а также совместно с Максимом Траньковым привела спортивную пару Евгении Тарасовой и Владимира Морозова к серебряным медалям XXIV зимних Олимпийских игр. Начиная с сезона 2015/2016 годов по настоящее время (2025) все победители чемпионатов России в женском одиночном катании были ученицами тренерского штаба Тутберидзе.
Несовершеннолетняя ученица Тутберидзе Камила Валиева была уличена в употреблении допинга и получила четырёхлетнюю дисквалификацию.

## Биография
Этери Тутберидзе родилась 24 февраля 1974 года в Москве в многодетной грузинской семье пятым ребёнком. Есть три сестры и брат. Отец работал в литейном цехе завода имени Лихачёва, мать — инженером. Дед по маминой линии Патвакан Мисакович Григорян — армянин, был лётчиком в 224-й стрелковой дивизии, участник Великой Отечественной войны. Этери Тутберидзе окончила музыкальную школу имени Ипполитова-Иванова по классу фортепиано.
Заниматься фигурным катанием начала в возрасте 4,5 лет на стадионе Юных пионеров как одиночница, первый тренер — Евгения Зеликова, затем её тренировал Эдуард Плинер. После полученной травмы позвоночника стала заниматься танцами на льду в ЦСКА, в одной группе с Ильёй Авербухом и Мариной Анисиной, Оксаной Грищук.
Принимала участие в соревнованиях на кубок СССР. Ушла из спорта из-за недостатка финансов. В начале 1990-х годов выступала в российском балете на льду. В 1994 году приехала в США для работы в ледовом шоу «Ice Capades», но в результате накладки с оформлением паспортов для отдельных участников балета контракт в США был расторгнут, и Тутберидзе оказалась в Америке без денег и работы. Проживала в приюте для нищих YMCA. Пережила теракт 19 апреля 1995 года в Оклахоме.
Имеет два высших образования: тренер и балетмейстер-хореограф.
Единственный учредитель и генеральный директор общества с ограниченной ответственностью «Тим Тутберидзе» (англ. Team Tutberidze).

## Тренерская работа
В 1994—1998 годах работала тренером в США. Затем вернулась в Россию. В 1999 году заочно окончила Московскую государственную академию физической культуры. Вернувшись в Россию, поначалу занималась с оздоровительными группами на надувных катках в цирке на льду — единственном месте, где ей удалось найти работу после отказа во всех местах, куда она пыталась устроиться. Тем не менее, со временем ей удалось получить должность тренера в Зеленограде, а позже — на катке «Серебряный».
С 2003 года является членом федерации фигурного катания на коньках города Москвы. Несколько лет тренировала в ДЮСШ № 8 (г.Москва) и ДЮСШ № 10 (г. Зеленоград). С 2008 года работала в СДЮСШОР № 37 (Москва), которая в 2013 году преобразована в отделение «Хрустальный» центра спорта и образования «Самбо-70» Москомспорта. С 2013 года по настоящее время является старшим тренером отделения «Хрустальный» центра спорта и образования «Самбо-70» Москомспорта.
Сотрудничает с Сергеем Дудаковым, Даниилом Глейхенгаузом, Сергеем Розановым (до мая 2020 года), Людмилой Шалашовой, Алексеем Железняковым, а также несколькими специалистами по скольжению и шагам.
19 января 2014 года в Будапеште (Венгрия) на чемпионате Европы по фигурному катанию в составе сборной России на пьедестал попали сразу два ученика Тутберидзе: Юлия Липницкая выиграла золото, а Сергей Воронов — серебро.
В феврале 2014 года на Олимпиаде в Сочи ученица Тутберидзе пятнадцатилетняя одиночница Юлия Липницкая стала олимпийской чемпионкой в командных соревнованиях со впечатляющей произвольной программой на музыку из фильма «Список Шиндлера». В ноябре 2015 года Липницкая перешла к новому тренеру Алексею Урманову.
В марте 2016 года ученица Тутберидзе Евгения Медведева стала чемпионкой мира и Европы, в 2017 году повторила тот же успех и стала двукратной чемпионкой мира и Европы.
В феврале 2018 года на Олимпиаде в Пхёнчхане ученица Тутберидзе одиночница Алина Загитова стала олимпийской чемпионкой в личных соревнованиях, а Евгения Медведева серебряным призёром. В марте 2019 года под руководством Тутберидзе Загитова стала чемпионкой мира и первой российской фигуристкой, завоевавшей все титулы в мировом фигурном катании, а Элизабет Турсынбаева серебряным призёром чемпионата мира.
Под руководством Этери Тутберидзе Александра Трусова стала первой фигуристкой в истории, исполнившей на соревнованиях четверные лутц и тулуп. Также она первой исполнила два четверных прыжка в одной программе и каскад «четыре-три». А ученица Тутберидзе Элизабет Турсынбаева стала первой взрослой фигуристкой в истории, исполнившей четверной сальхов на официальных соревнованиях.
На этапе гран-при в Лас-Вегасе 19 октября 2019 года ученица Тутберидзе Анна Щербакова исполнила в произвольной программе два четверных лутца, один из них в каскаде с тройным тулупом. Она является первой одиночницей и вторым фигуристом в мире после Нэтана Чена, кто смог исполнить два четверных лутца, в одной программе; а в финале гран-при этого же сезона в Турине в произвольной программе первой в мире фигуристкой, исполнившей четверной флип, стала Александра Трусова. Анна Щербакова, выступая следующей, также попыталась исполнить четверной флип, но неудачно.
Начиная с 24 февраля 2022 года в рамках санкций вследствие вторжения России на Украину подавляющее большинство учеников Тутберидзе были отстранены от международных соревнований. Тем не менее, Тутберидзе в той или иной степени продолжает тренировать и выводить на международный лёд иностранных спортсменов. На внутренних стартах в сезоне 22/23 ученицы Тутберидзе взяли наиболее престижные награды: Софья Акатьева стала чемпионкой России, Аделия Петросян победила в финале Гран-при.
В 2022 году Камила Валиева, катавшаяся под руководством Тутберидзе, была уличена в применении допинга. В 2024 году фигуристка получила четырёхлетнюю дисквалификацию, которая отсчитывается «ретроспективно», с 25 декабря 2021 года. Таким образом ученица Тутберидзе лишилась ранее завоёванных наград, главные из которых — титулы олимпийской чемпионки (в командном турнире) и чемпионки Европы.

## Работа в качестве хореографа-постановщика
В начале своей тренерской карьеры Этери Тутберидзе занималась полностью сама не только технической частью, но и ставила программы своим спортсменам. Впоследствии по мере роста группы количество её личных постановок уменьшилось, к ведущим спортсменам приглашались хореографы-постановщики (Зуева, Авербух, Жулин). Сама Этери Георгиевна продолжала ставить программы лично, когда у неё возникала интересная идея. Таким образом ею были поставлены программы следующим спортсменам:
Евгения Медведева:
- «К Элизе», Людвиг ван Бетховен, короткая программа 2009—2010 гг.
- «Memory» из мюзикла «Кошки», произвольная программа 2009—2010 гг.
- «Чарли Чаплин» (из фильма «Новые времена»), короткая программа 2010—2011 гг.
- народные песни «Цыганочка» и «Эх раз, ещё раз», произвольная программа 2010—2011 г.
- «Rich man’s frug», Сай Коулмэн, короткая программа 2011—2012 гг.
- «James Bond theme», Монти Норман и Джон Барри, короткая программа 2012—2013 гг.
- «Граммофон», Евгений Дога, произвольная программа 2012—2013 гг.
- Tango Tschak by Hugues Le Bars, произвольная программа 2014—2015 гг.
- «Кукушка» в исполнении Полины Гагариной (из фильма «Битва за Севастополь»), показательный номер 2017—2018 гг.

Адьян Питкеев:
- «At Voland’s ball waltz», Игорь Корнелюк, короткая программа 2013—2014 гг.
- «Art on ice», Эдвин Мартон, произвольная программа 2013—2014 гг.

Серафима Саханович:
- «Мой ласковый и нежный зверь», Евгений Дога, короткая программа 2014—2015 гг.
- «Oblivion» by Astor Piazzolla, произвольная программа 2014—2015 гг.
- «Chandelier», Сии Ферлер, показательный номер 2014—2015 гг.

Полина Цурская:
- «В пещере горного короля», Эдвард Григ, короткая программа 2014—2015 гг.
- «Шахматы», Benny Andersson, Björn Ulvaeus, произвольная программа 2014—2016 гг.
- «Февраль», Леонид Левашкевич, произвольная программа 2016—2017 гг.

Алина Загитова:
- «Дон Кихот», Людвиг Минкус, произвольная программа 2016—2017 гг.

Алёна Косторная:
- «Adios Nonino», Астор Пьяцолла, короткая программа 2017—2018 гг.

Камила Валиева:
- «Девочка на шаре», короткая программа 2018—2019 гг.

Полина Шелепень:
- 2008—2009 гг., КП Fireworks by Edvin Marton, ПП Love in Venice by Edvin Marton
- 2009—2010 гг., КП Michael Jackson medley by Edvin Marton, адажио Альбинони,

ПП «Половецкие пляски», Александр Бородин,
показательная программа «Ни один мужчина», Кристина Агилера
- 2010—2011 гг., КП «Лебединое озеро», П. И. Чайковский, ПП «Коробейники»
- 2011—2012 гг., КП «Марко Поло», Эннио Морриконе, ПП Violin concerto, Felix Mendelssohn

Александра Трусова:
- 2019—2020 гг., «Игра престолов» «Pray (High Valyrian)», Мэттью Беллами
- 2017—2018 гг., КП «Big spender», Пегги Ли; ПП: «Времена года: Лето», Антонио Вивальди
- 2016—2017 гг., КП «Your heart is as black as night», Мелоди Гардо; ПП «Galicia flamenca», Gino D’Auri

Анна Щербакова:
- 2018—2019 гг., Introduction et rondo capriccioso by Camille Saint-Saens
- 2017—2018 гг., Nocturnes, op. 9 (Chopin) by Frédéric Chopin dreamcatcher by secret garden (duo)
- 2016—2017 гг., Sikuriadas by Sergeant Early and ghost dance dreamcatcher by secret garden (duo)
- 2015—2016 гг., Sikuriadas by Sergeant Early and ghost dance song of Sheherezade by David Arkenstone, song of Sheherezade by David Arkenstone

С сезона 2018—2019 гг. все постановки своих спортсменов Тутберидзе осуществляла вместе с Даниилом Глейхенгаузом.

## Ученики
Нынешние

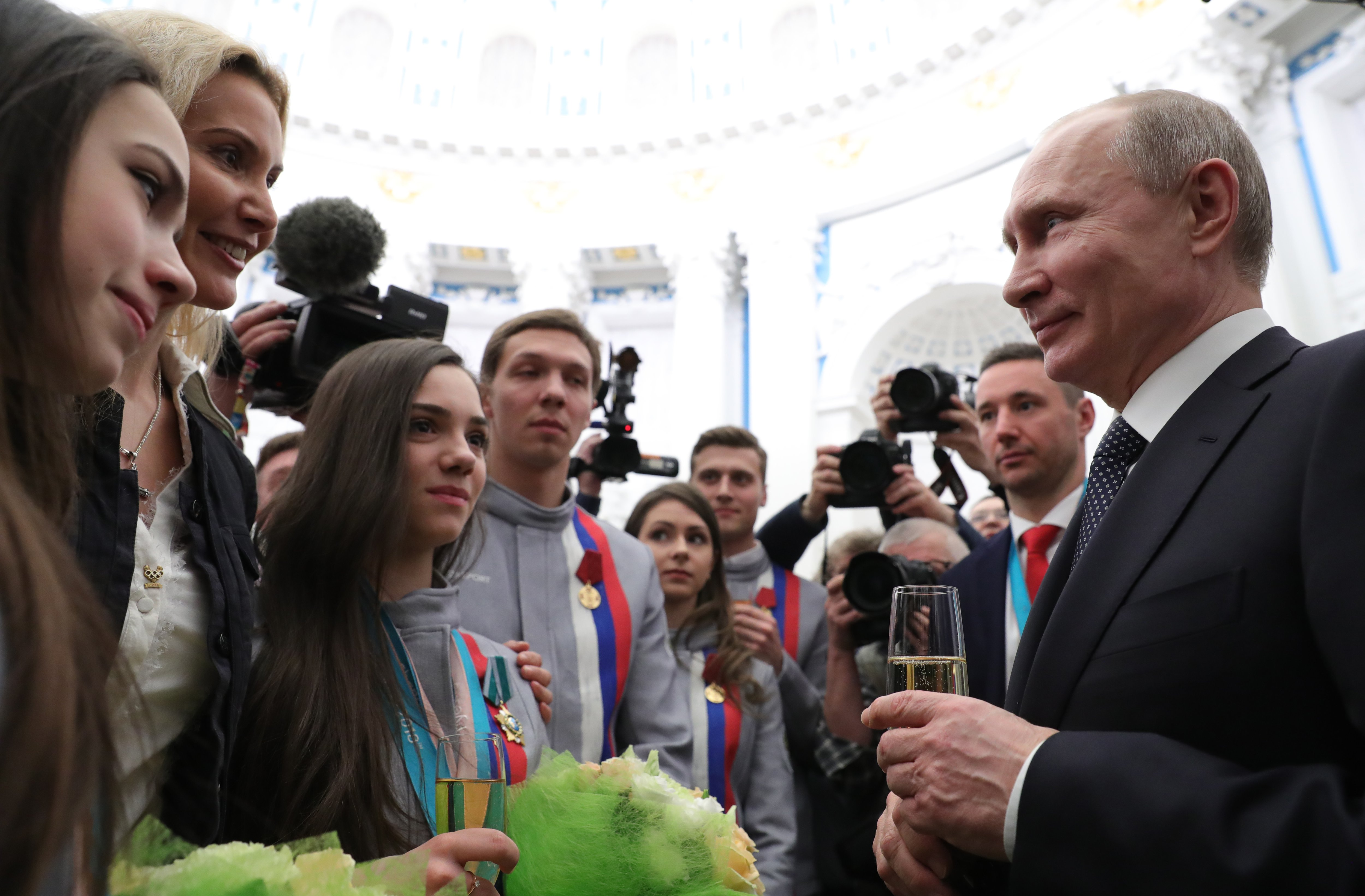
С ученицами Алиной Загитовой и Евгенией Медведевой на встрече с Владимиром Путиным, 28 февраля 2018 года

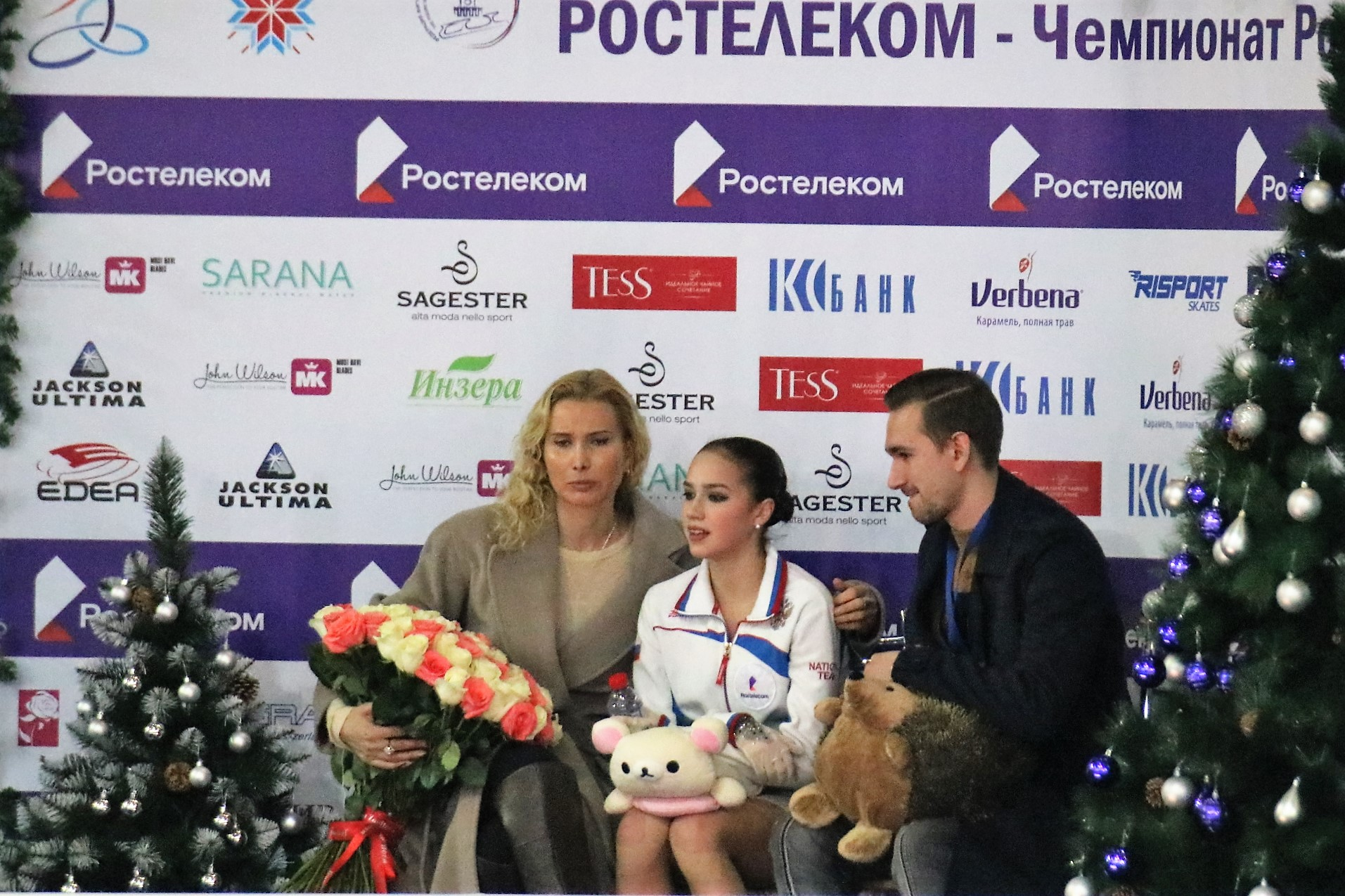
Этери Тутберидзе с ученицей Алиной Загитовой и Даниилом Глейхенгаузом, 2018 год

- Аделия Петросян (с 2019) — двукратная чемпионка (2024, 2025) и бронзовый призёр (2022) чемпионата России, трехкратный победитель финала Гран-при России (2023, 2024, 2025), серебряный призёр первенства России среди юниоров 2021.
- Александра Бойкова и Дмитрий Козловский (с 2023) — двукратные серебряные призёры чемпионата России (2024, 2025), серебряные (2024) и бронзовые (2025) призёры финала Гран-при России.
- Софья Акатьева (с 2018) — чемпионка России 2023, двукратный победитель (2021, 2022) и серебряный призёр (2020) первенства России среди юниоров.
- Дарья Садкова (с 2020) — серебряный призёр чемпионата России 2025, серебряный призёр первенства России среди юниоров 2023.
- Ника Эгадзе (с 2017) — чемпион Грузии 2024, бронзовый призёр Европейского юношеского Олимпийского фестиваля 2017.
- Андрей Мозалёв (с 2024).
- Арсений Федотов (с 2017) — двукратный победитель (2023, 2024) и серебряный призёр (2025) первенства России среди юниоров.
- Маргарита Базылюк (с 2020) — победитель первенства России среди юниоров 2024.
- Алиса Двоеглазова (с 2015) — двукратный серебряный призёр первенства России среди юниоров (2024, 2025).
- Дина Хуснутдинова (с 2025)

Бывшие
- Юлия Липницкая (2009—2015) — олимпийская чемпионка 2014 в командных соревнованиях, серебряный призёр чемпионата мира 2014, чемпионка Европы 2014, серебряный призёр (2013/2014) и участник (2014/2015) Финала Гран-При, чемпионка (2012) и серебряный призёр (2013) чемпионата мира среди юниоров, двукратный серебряный призёр чемпионата России (2012, 2014), победитель Финала Гран-при среди юниоров 2011/2012, победитель первенства России среди юниоров 2012, бронзовый призёр кубка России 2011.
- Евгения Медведева (2007—2018) — серебряный призёр Олимпийских игр 2018 в одиночном катании, серебряный призёр Олимпийских игр 2018 в командных соревнованиях, двукратная чемпионка мира (2016, 2017), двукратная чемпионка (2016, 2017) и серебряный призёр (2018) чемпионата Европы, чемпионка (2015) и бронзовый призёр (2014) чемпионата мира среди юниоров, двукратная чемпионка (2016, 2017) и бронзовый призёр (2015) чемпионата России, двукратный победитель Финала Гран-при (2015/2016, 2016/2017), победитель (2014/2015) и бронзовый призёр (2013/2014) Финала Гран-при среди юниоров, победитель первенства России среди юниоров 2015, серебряный призёр командного чемпионата мира 2017, серебряный призёр кубка России 2014.
- Алина Загитова (2015—2019) — олимпийская чемпионка 2018 в одиночном катании, серебряный призёр Олимпийских игр 2018 в командных соревнованиях, чемпионка мира 2019, чемпионка (2018) и серебряный призёр (2019) чемпионата Европы, победитель (2017/2018), серебряный призёр (2018/2019) и участник (2019/2020) Финала Гран-при, чемпионка (2018) и серебряный призёр (2017) чемпионата России, чемпионка мира среди юниоров 2017, победитель Финала Гран-при среди юниоров 2016/2017, победитель первенства России среди юниоров 2017, чемпионка Европейского юношеского Олимпийского фестиваля 2017.
- Анна Щербакова (2013—2022) — олимпийская чемпионка 2022 в одиночном катании, чемпионка мира 2021, чемпионка (2022) и серебряный призёр (2020) чемпионата Европы, трёхкратная чемпионка (2019, 2020, 2021) и серебряный призёр (2022) чемпионата России, серебряный призёр Финала Гран-при 2019/2020, победитель командного чемпионата мира 2021, серебряный призёр чемпионата мира среди юниоров 2019, участник Финала Гран-при среди юниоров 2018/2019, бронзовый призёр первенства России среди юниоров 2019, чемпионка Европейского юношеского Олимпийского фестиваля 2019[28].
- Александра Трусова (2016—2020, 2021—2022) — серебряный призёр Олимпийских игр 2022 в одиночном катании, двукратная чемпионка мира среди юниоров (2018, 2019), серебряный (2022) и бронзовый (2020) призёр чемпионата Европы, бронзовый призёр Финала Гран-при 2019/2020, победитель (2017/2018) и серебряный призёр (2018/2019) Финала Гран-при среди юниоров, двукратный победитель первенства России среди юниоров (2018, 2019), чемпионка (2022), серебряный (2019) и бронзовый (2020) призёр чемпионата России[29].
- Алёна Косторная (2017—2020, 2021—2022) — чемпионка Европы 2020, победитель Финала Гран-при 2019/2020, серебряный (2020) и двукратный бронзовый (2018, 2019) призёр чемпионата России, серебряный призёр чемпионата мира среди юниоров 2018, победитель (2018/2019) и серебряный призёр (2017/2018) Финала Гран-при среди юниоров, двукратный серебряный призёр первенства России среди юниоров (2018, 2019), обладатель кубка России 2018.
- Камила Валиева (2018—2024) — чемпионка мира среди юниоров 2020, победитель финала Гран-при среди юниоров 2019/2020, серебряный призёр чемпионата России 2021, обладатель Кубка России 2021, победитель первенства России среди юниоров 2020. В результате допингового скандала получила четырёхлетнюю дисквалификацию, и была лишена наград, начиная с 25 декабря 2021 года, в том числе титулов олимпийской чемпионки в команде и чемпионки Европы[4][5].
- Евгения Тарасова и Владимир Морозов (2021—2023) — серебряные призёры Олимпийских игр 2022 в парном катании, серебряные призёры чемпионата Европы 2022, двукратные бронзовые призёры чемпионата России (2022, 2023).
- Морис Квителашвили (2009—2022, 2023) — бронзовый призёр чемпионата Европы 2020, чемпион Грузии 2018, бронзовый призёр Универсиады 2019, бронзовый призёр первенства России среди юниоров 2014, обладатель кубка России 2014, двукратный участник Олимпийских игр (2018, 2022).
- Элизабет Турсынбаева (2012—2013, 2018—2019) — серебряный призёр чемпионата мира 2019, серебряный призёр чемпионата четырёх континентов 2019, серебряный призёр Универсиады 2019.
- Серафима Саханович (2014—2015) — серебряный призёр чемпионата мира среди юниоров 2015, серебряный призёр Финала Гран-при среди юниоров 2014/2015, бронзовый призёр первенства России среди юниоров 2015.
- Сергей Воронов (2013—2016) — серебряный (2014) и бронзовый (2015) призёр чемпионата Европы, бронзовый призёр Финала Гран-при 2014/2015, серебряный призёр командного чемпионата мира 2015, серебряный (2015) и бронзовый (2014) призёр Чемпионата России, бронзовый призёр кубка России 2016.
- Адьян Питкеев (2010—2016) — серебряный призёр чемпионата мира среди юниоров 2014, серебряный призёр Финала Гран-При среди юниоров 2013/2014, бронзовый призёр чемпионата России 2015, победитель первенства России среди юниоров 2014.
- Полина Цурская (2013—2018) — чемпионка юношеских Олимпийских игр 2016, победитель (2016) и бронзовый призёр (2017) первенства России среди юниоров, победитель Финала Гран-при среди юниоров 2015/2016, обладатель кубка России 2017.
- Полина Шелепень (2000—2012) — двукратный серебряный призёр Финала Гран-при среди юниоров (2009/2010, 2011/2012), двукратный серебряный призёр первенства России среди юниоров (2011, 2012), двукратный бронзовый призёр первенства России среди юниоров (2008, 2010).
- Дарья Усачева (2018—2023) — серебряный призёр чемпионата мира среди юниоров 2020, бронзовый призёр Финала Гран-при среди юниоров 2019/2020, бронзовый призёр кубка России 2021, бронзовый призёр первенства России среди юниоров 2020.
- Даниил Самсонов (2015—2025) — бронзовый призёр юношеских Олимпийских игр 2020, бронзовый призёр Финала Гран-при среди юниоров 2019/2020, двукратный победитель первенства России среди юниоров (2019, 2020).
- Майя Хромых (2018—2024) — серебряный призёр кубка России 2021.
- Алексей Ерохов (2011—2020) — чемпион мира среди юниоров 2018, победитель первенства России среди юниоров 2018.
- Анастасия Тараканова (2017—2018) — бронзовый призёр Финала Гран-при среди юниоров 2017/2018.
- Илья Скирда (2014—2018) — участник Финала Гран-при среди юниоров 2016/2017.
- Дарья Паненкова (2016—2018) — участник Финала Гран-при среди юниоров 2017/2018, бронзовый призёр кубка России 2018.

## Личная жизнь
В 1995 году в округе Кларк (Невада) вышла замуж за своего бывшего партнёра по ледовым шоу Николая Аптера. Дочь — Диана Дэвис, профессионально занимается спортивными танцами на льду. Выступает в паре с Глебом Смолкиным. Тренировалась у Елены Кустаровой, в 2019—2022 годах — у Игоря Шпильбанда.
В марте 2018 года вместе с подопечными — Алиной Загитовой и Евгенией Медведевой — участвовала в митинг-концерте «За сильную Россию» в поддержку кандидата в президенты Владимира Путина.

## Награды и признание
- Мастер спорта СССР

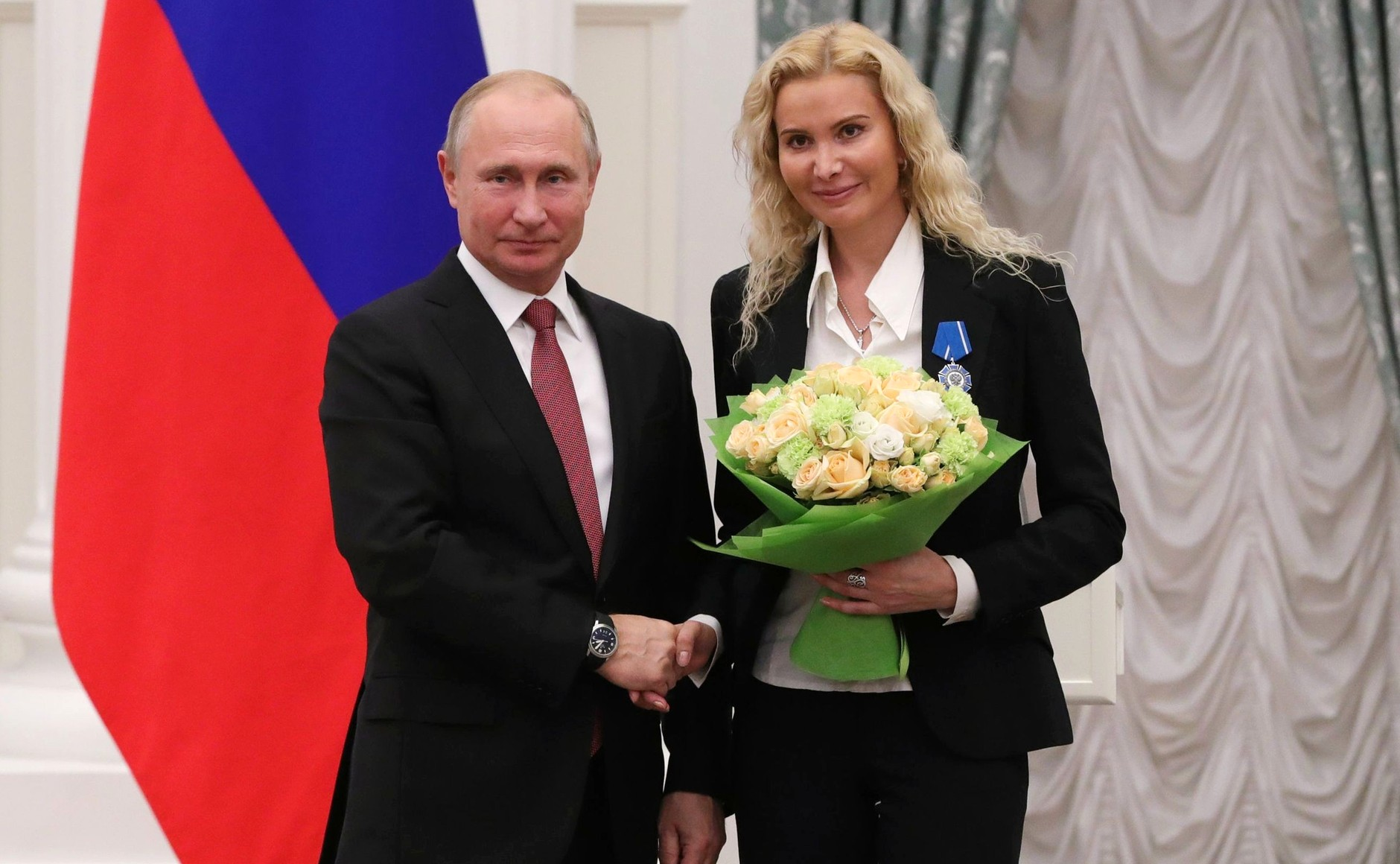
Награждение Орденом Почёта.
Москва, Кремль, 27 ноября 2018 года

- Заслуженный тренер России (10 октября 2014 г.)[34]
- Орден «За заслуги перед Отечеством» IV степени (17 октября 2014 г.)
- Орден Почёта (29 июня 2018 г.)[35] — за успешную подготовку спортсменов, добившихся высоких результатов на Олимпиаде в Пхёнчхане[36]
- Премия федерации спортивных журналистов России «Серебряная лань» (2017)[37]
- Медаль «100 лет образования Татарской Автономной Советской Социалистической Республики» (2022) — за большой вклад в достижение спортсменами высоких результатов на XXIV Олимпийских зимних играх 2022 года в городе Пекине (КНР)[38]
- Орден Александра Невского (6 февраля 2023 г.) — за обеспечение успешной подготовки спортсменов, добившихся высоких спортивных достижений на XXIV Олимпийских зимних играх 2022 года в городе Пекине (Китайская Народная Республика)[39]

## Критика
В материале Ассошиэйтед Пресс отмечалось, что фигуристки, тренировавшиеся у Тутберидзе, доминировали на соревнованиях в течение восьми сезонов (2014—2022). Победы юных спортсменок сопровождались серьёзными травмами и короткими карьерами — многие воспитанницы Тутберидзе ушли из спорта в подростковом возрасте, из-за чего, по мнению Би-би-си, в среде фигурного катания её ученицы имеют репутацию «одноразовых».
Журнал Time сравнивал её тренерский подход с «конвейером»: 15 или 16-летняя фигуристка ярко проявляет себя в течение одного сезона, а в следующем году её заменяет следующая, часто более талантливая «модель». Согласно The Washington Post, Тутберидзе открыла эру «конвейерных чемпионок» в женском одиночном катании. Как правило, это малолетние фигуристки, которые раздвигают границы, выигрывают одну или две медали, а затем уходят из спорта, когда их организм не выдерживает нагрузок.
Атлантический совет указал на экстремальные методы тренировочного процесса в группе Тутберидзе. К таким методам отнесли бесчисленное количество повторений прыжковых элементов, из-за чего молодые фигуристки подвержены травмам и их рецидивам. По версии сайта Vox, Тутберидзе подвергает подопечных жёстким ограничениям в питании, что приводит к расстройствам пищевого поведения, таким как булимия и анорексия.
В 2019 году 13-летняя российская фигуристка Анастасия Шаботова рассказала о предполагаемом употреблении допинга командой Тутберидзе. По информации The Daily Telegraph, во время общения с подписчиками в прямом эфире в Instagram она ответила на один из вопросов: «Как выступать стабильно? Выпить много допинга — и выступаешь стабильно. Вот и всё. Только надо правильный допинг пить. В „Хрустальном“ [место тренировок группы Тутберидзе] пьют или не пьют? Конечно, пьют».
В феврале 2022 года на фоне допингового скандала вокруг Камилы Валиевой в трендах русскоязычного «Твиттера» несколько дней лидировал хэштэг #ПозорТутберидзе. Болельщики обвиняли тренера в «сломанных судьбах» спортсменов, психологическом насилии, ранних завершениях карьеры, применении допинга, приписывании себе всех заслуг в связи с победами в соревнованиях и отрицании заслуг спортсменов.
В личном турнире на Олимпиаде-2022 её ученица Валиева, находившаяся в центре допингового скандала, считалась главной претенденткой на золото. Валиева несколько раз упала в произвольной программе и стала четвёртой. Сразу после её выступления Тутберидзе не стала обнимать свою подопечную, а вместо этого спросила: «Почему ты перестала бороться вообще? Ну объясни». Президент МОК Томас Бах признался, что его «невероятно огорчило» поведение Тутберидзе, которая подвергла 15-летнюю ученицу «настолько очевидному психологическому давлению». В январе 2024 года Валиева была дисквалифицирована на четыре года.

## Шоу-бизнес
Является организатором ледового шоу «Чемпионы на льду». Первое шоу прошло в 2019 году в Краснодаре; в 2020 году шоу были запланированы в нескольких городах России, но были отменены из-за пандемии COVID-19. В дальнейшем уже под брендом Теам Tutberidze гастрольные туры с шоу «Чемпионы на льду» прошли во многих городах России и ближнего зарубежья. Шоу регулярно транслируются на «Первом канале».
В 2024 году стала ведущей реалити-шоу «Большие девочки» на телеканале «Пятница!».